# Almaça
Almaça é uma povoação portuguesa do Município de Mortágua que foi sede da extinta Freguesia de Almaça, freguesia que tinha 6,81 km² de área e 84 habitantes (2011), e, por isso, uma densidade populacional de 12 hab/km².
A Freguesia de Almaça foi extinta (agregada) pela reorganização administrativa de 2012/2013, tendo o seu território sido agregado ao das Freguesias de Mortágua, de Vale de Remígio e de Cortegaça para criar a Freguesia de Mortágua, Vale de Remígio, Cortegaça e Almaça.

## População
| População da freguesia de Almaça | População da freguesia de Almaça | População da freguesia de Almaça | População da freguesia de Almaça | População da freguesia de Almaça | População da freguesia de Almaça | População da freguesia de Almaça | População da freguesia de Almaça | População da freguesia de Almaça | População da freguesia de Almaça | População da freguesia de Almaça | População da freguesia de Almaça | População da freguesia de Almaça | População da freguesia de Almaça | População da freguesia de Almaça |
| -------------------------------- | -------------------------------- | -------------------------------- | -------------------------------- | -------------------------------- | -------------------------------- | -------------------------------- | -------------------------------- | -------------------------------- | -------------------------------- | -------------------------------- | -------------------------------- | -------------------------------- | -------------------------------- | -------------------------------- |
| 1864                             | 1878                             | 1890                             | 1900                             | 1911                             | 1920                             | 1930                             | 1940                             | 1950                             | 1960                             | 1970                             | 1981                             | 1991                             | 2001                             | 2011                             |
| 258                              | 261                              | 279                              | 210                              | 208                              | 218                              | 210                              | 185                              | 226                              | 225                              | 172                              | 127                              | 118                              | 95                               | 84                               |

| Distribuição da População por Grupos Etários | Distribuição da População por Grupos Etários | Distribuição da População por Grupos Etários | Distribuição da População por Grupos Etários | Distribuição da População por Grupos Etários | Distribuição da População por Grupos Etários | Distribuição da População por Grupos Etários | Distribuição da População por Grupos Etários | Distribuição da População por Grupos Etários | Distribuição da População por Grupos Etários |
| -------------------------------------------- | -------------------------------------------- | -------------------------------------------- | -------------------------------------------- | -------------------------------------------- | -------------------------------------------- | -------------------------------------------- | -------------------------------------------- | -------------------------------------------- | -------------------------------------------- |
| Ano                                          | 0-14 Anos                                    | 15-24 Anos                                   | 25-64 Anos                                   | > 65 Anos                                    |                                              | 0-14 Anos                                    | 15-24 Anos                                   | 25-64 Anos                                   | > 65 Anos                                    |
| 2001                                         | 9                                            | 15                                           | 46                                           | 25                                           |                                              | 9,5%                                         | 15,8%                                        | 48,4%                                        | 26,3%                                        |
| 2011                                         | 4                                            | 8                                            | 44                                           | 28                                           |                                              | 4,8%                                         | 9,5%                                         | 52,4%                                        | 33,3%                                        |

Média do País no censo de 2001:  0/14 Anos-16,0%; 15/24 Anos-14,3%; 25/64 Anos-53,4%; 65 e mais Anos-16,4%
Média do País no censo de 2011:   0/14 Anos-14,9%; 15/24 Anos-10,9%; 25/64 Anos-55,2%; 65 e mais Anos-19,0%

## Património
- Igreja de São Miguel;
- Capela de Santa Rita;
- Capela da Senhora da Ribeira;
- Capela da Senhora do Amparo;
- Capela de São Frutuoso, Capela de São João;
- Capela de São Bento;
- Capela do Espírito Santo;
- Capela junto à povoação;
- Irmandade da Senhora do Carmo.

## História
Metade da Barragem da Aguieira está situada nesta freguesia.
A antiga freguesia contava com os seguintes lugares:
- Vale da Aguieira, onde se situa o Hotel Spa e Resort Montebelo Aguieira;
- Almaça, onde existe o hotel Monte Rio com vista para a Albufeira do Mondego.

Só passou a fazer parte do concelho de Mortágua em 1833. Anteriormente fazia parte do então extinto concelho de Óvoa.